# 西礁
西礁（越南语：／），西方文献称为 West Reef 或 West London Reef，中国渔民俗称大弄鼻，是一座位于南中国海南沙群岛尹庆群礁中的环礁，因位于尹庆群礁西部，故名。1935年中华民国水陆地图审查委员会公布名称为“西零丁礁”。1947年中華民國內政部方域司及1983年中华人民共和国中国地名委员会公布名称均为“西礁”。
东北至西南长约8公里，宽约2.5公里。礁湖水深11～18米，湖中多暗沙。南侧有礁门。东侧有一个长约460米，宽约24米的沙洲。

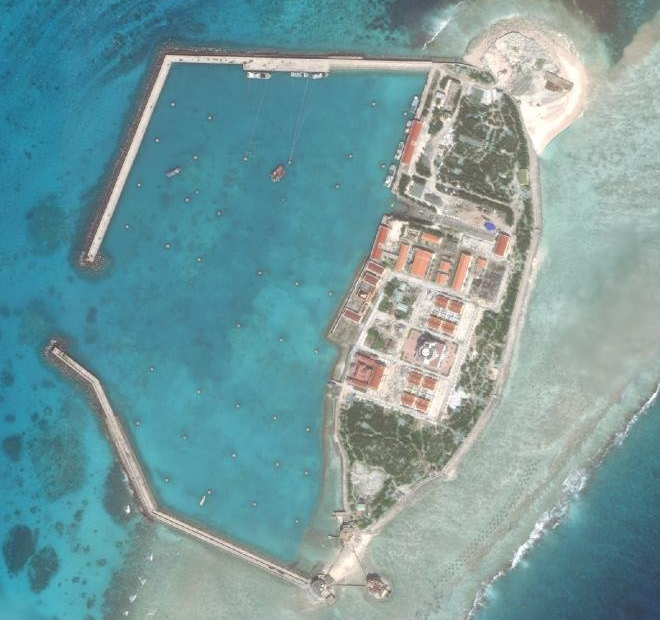
西礁东岛

现为越南实际控制，中国称对其拥有主权。

## 建设
- 1994年6月越南在該礁修建了一座燈塔；
- 2004年開始將該礁作為旅遊線路上的景點之一；
- 2013年底越南於原有沙洲旁開始填海造地。到2014年11月，面积超過9公頃[4]，且工程還在進行中。